# Cyclodictyon brevifolium
Cyclodictyon brevifolium är en bladmossart som beskrevs av Brotherus in Mildbraed 1911. Cyclodictyon brevifolium ingår i släktet Cyclodictyon och familjen Hookeriaceae. Inga underarter finns listade i Catalogue of Life.